# Équipe du Japon de football américain
L'équipe du Japon de football américain représente la Fédération du Japon de football américain lors des compétitions internationales, telle la Coupe du monde de football américain depuis 1999.
Double champions du monde en titre, les Japonais sont qualifiés pour participer à la phase finale de la Coupe du monde en juillet 2007 à domicile. Ils y perdent leur titre face aux États-Unis dont c'était la première participation à l'épreuve.

## Palmarès
Coupe du monde de football américain
- 1999 :  Médaille d'or. Vainqueur du Mexique en finale 6-0.
- 2003 :  Médaille d'or. Vainqueur du Mexique en finale 34-14.
- 2007 :  Médaille d'argent. Battu par les États-Unis en finale 20-23.
- 2011 :  Médaille de bronze. Vainqueur du Mexique en finale pour la 3e place 17-14.

## Sources
- Encyclopédie du football américain sur le site warriorsbologna.it